# Agenția de știri BASILICA
Agenția de știri BASILICA este o instituție mass-media din România. Agenția BASILICA este instituția media oficială a Patriarhiei Române, fiind parte integrantă a Centrului de Presă BASILICA - Sectorul Comunicații și Relații Publice al Administrației Patriarhale. Site-ul oficial al Agenției de Știri BASILICA al Bisericii Ortodoxe Române este basilica.ro.
Rolul Agenției de știri este acela de a prezenta activitățile și atitudinile Bisericii Ortodoxe Române în diferitele probleme actuale. Știrile și informațiile sunt prezentate în formă electronică și cuprind date referitoare la viața bisericească din țară sau din străinătate: activitatea Patriarhului României, hotărârile Sfântului Sinod, activități desfășurate de eparhii, mănăstiri și parohii, școli teologice și asociații bisericești, dialogul Bisericii cu societatea, cooperarea interortodoxă, dialogul interconfesional și interreligios.

## Istoric
Agenția Basilica a fost înființată ca departament în data de 27 octombrie 2007, iar lansarea oficială a site-ului avut loc în data de 16 iunie 2008, evenimentul fiind găzduit de sala Europa Christiana a Palatului Patriarhiei din București. Ceremonia a fost deschisă printr-o slujba de Te Deum în prezența Patriarhului României.
„Misiunea creștină înseamnă să aducem Duhul lui Hristos în lume, în fiecare casă, în fiecare instituție unde lucrăm, în fiecare loc de muncă, pe fiecare drum pe care ne deplasăm” a precizat la momentul respectiv Patriarhul Bisericii Ortodoxe Române făcând referire la scopul instituției de presă inaugurată.
Site-ul basilica.ro a fost supus de-a lungul timpului unor actualizări care să ofere acces mai facil la informațiile mediatizate. Prima schimbare a interfeței site-ului a avut loc în anul 2010. Apoi, în anul 2012, site-ul a fost refăcut în totalitate, lansarea oficială având loc în cadrul ședinței solemne a Sfântului Sinod al Bisericii Ortodoxe Române din data de 28 octombrie. Site-ul a cunoscut o nouă schimbare în anul 2014, versiunea modificată a platformei a fost lansată în ziua sărbătorii centrului de Presă Basilica, la 27 octombrie. 
În prezent site-ul funcționează pe o platformă wordpress, iar lansarea actualului site a avut loc în data de 26 martie 2016.
Încă de la început, basilica.ro a dispus și de o interfață în limba engleză. Principalele evenimente din Patriarhia Română sunt disponibile publicului internațional și în limba engleză. 

## Logo-ul basilica.ro
De la înființare până în anul 2016 logo-ul Agenției de Știri a coincis cu sigla Centrului de Presă Basilica. Sigla este reprezentată de Crucea patriarhală înconjurată de cinci cercuri concentrice, de culori diferite (albastru, galben, roșu-rubiniu, smarald, albastru-calcedon) care reprezintă simbolic cele cinci componente. Agenției îi revenea culoarea smarald. 
În anul 2016, odată cu schimbarea site-ului, a fost creat un logo specific pentru Agenția de știri. În linii conservatoare, noul logo cuprinde crucea patriarhală încadrată de două semicercuri de culoare roșie. Crucea Patriarhală semnifică dinamica vieții bisericești în mărturisirea iubirii infinite a Preasfintei Treimi, iar cele două semicercuri  sunt semne ale echilibrului și în același timp generează ideea de mișcare, dinamism. Culoarea roșie aduce aminte de sângele vărsat de Iisus Hristos și de sfinții Săi pentru credință  fiind cea mai puternică și mai importantă culoare din toată gama coloristică. Este o culoare incitantă, dinamică, temperamentală care aduce un aport de energie și de vitalitate și emană seriozitate și noblețe.

## Motto-ul
Primul motto - „Vestea bună împărtășită tuturor” – a fost prezentat odată cu lansarea Agenției, în anul 2008. Sintagma făcea referire la faptul că Agenția de Știri își întemeiază lucrarea pe vocația originară a Bisericii de a transmite lumii Vestea cea Bună a mântuirii în Hristos. 
Noul motto  - „Binele de știut” - a fost prezentat, în anul 2016, odată cu lansarea noului site al Agenției de Știri Basilica. Motto-ul sintetizează, într-o sintagmă simplă și concentrată, rolul și obiectivul Agenției de presă a Patriarhiei Române, și anume promovarea informațiilor religioase edificatoare pentru societate. 

## Opinii despre activitatea Basilica.ro
- Patriarhul Daniel a numit adeseori Agenția de știri Basilica „un caleidoscop al realității bisericești cotidiene”[10] care și-a împlinit vocația sa „de a informa și forma gândirea eclezială”[11].
- Elvira Gheorghiță, senior editor News.ro, despre basilica.ro:

„Prin profesionalism și devotament, ați repus valorile autentice la loc de cinste”
- George Grigoriu, Realizator Realitatea TV:

„Basilica.ro este o  sursă de  informare utilă și corectă, o sursă de informare ce se adresează rațiunii, dar care hrănește și sufletul.”
- Mitropolitul Serafim al Germaniei:

„Site-ul de știri al Bisericii are ca scop să reflecte cu fidelitate adevărul care zidește pe oameni, îi întărește în credință și îi încurajează în purtarea greutăților de zi cu zi”
- Pr. Christophe Levalois, Redactor Șef Orthodoxie.com:

„Activitatea Agenției de Știri Basilica este o slujire esențială pentru răspândirea ortodoxiei astăzi în lume și pentru mărturisirea indispensabilă a prezenței sale, a activității și a dinamicii sale în societate.”

## Social Media
Începând cu anul 2015, luna octombrie, Agenția de Presă Basilica a pătruns și pe rețelele de socializare. Paginile oficiale de social media ale Agenției de știri Basilica sunt: Facebook, Twitter, Google +, Youtube și Instagram.  
Acestea ajută la diseminarea informațiilor referitoare la evenimente religioase, sociale și culturale, cu precădere în rândul tinerilor, sprijinind astfel misiunea mediatică a Bisericii.  

## Directori
Aurelian-Nicolae Iftimiu: 1 septembrie 2015 – prezent;  
Pr. Ciprian Florin Apetrei: 1 martie 2009 – 31 august 2015;
Pr. Nicolae Dascălu: 16 iunie 2008 – 28 februarie 2009.

## Cronologie

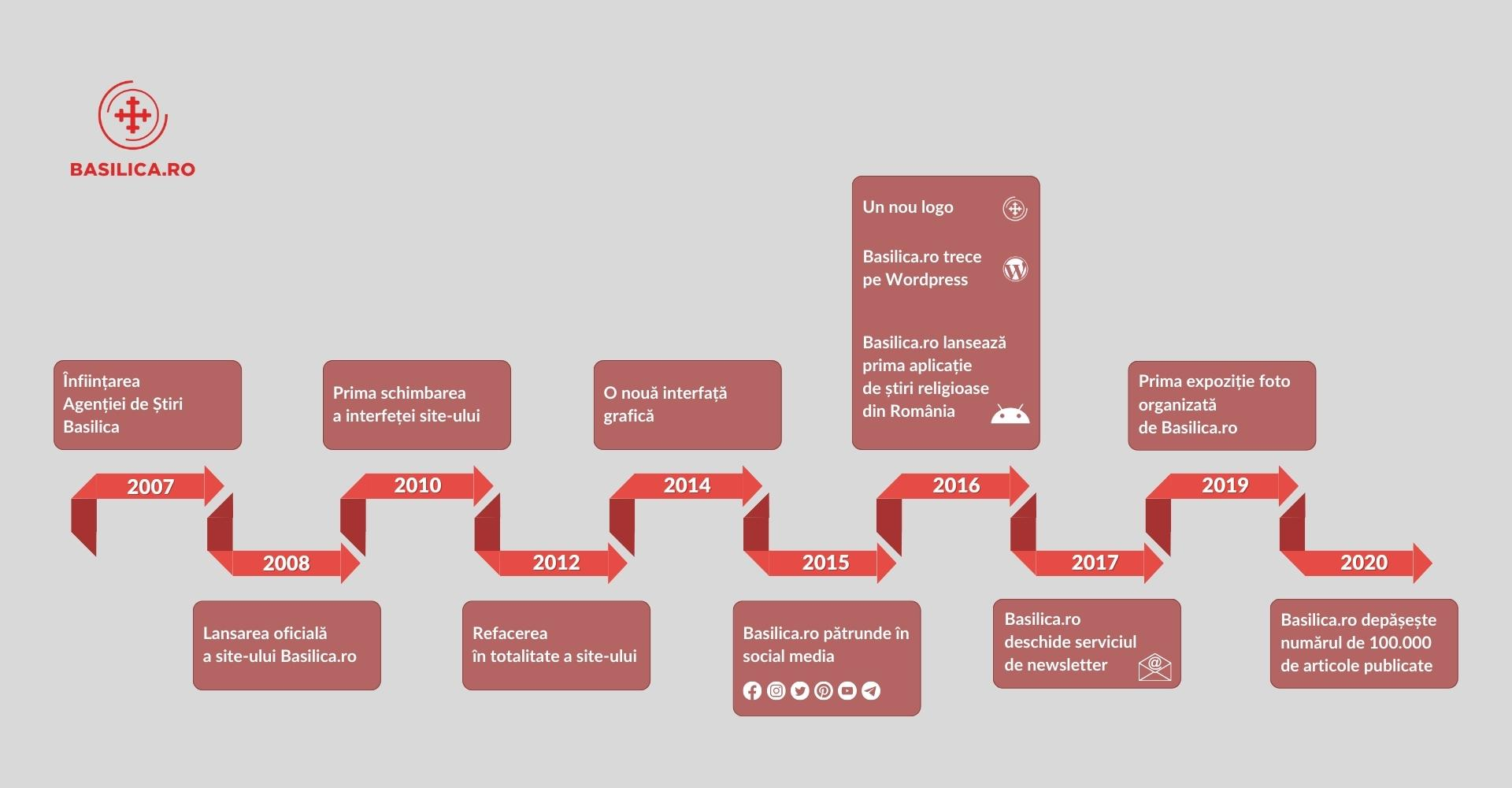
Cronologia Agenției de știri Basilica

## Obiectivul central
Obiectivul central este acela de a răspunde nevoii publicului național și internațional de a se informa cu privire la activitățile Bisericii Ortodoxe Române.

## Obiective specifice
- Cultivarea unei relații active, bazată pe dialog, între Biserică și societate;
- Menținerea și dezvoltarea dialogului dintre Biserică și tineretul ortodox;
- Susținerea valorilor tradiționale românești;
- Promovarea activităților cultural-educative în societate;
- Comunicarea valorilor moralei creștine în societate;
- Promovarea educației.

## Servicii oferite
Agenția de știri Basilica oferă acces la o arhivă de peste 100.000 de materiale jurnalistice și galerii foto care reprezintă multiplele lucrări ale Bisericii în societate. Încă de la început, basilica.ro a dispus și de o interfață în limba engleză prin intermediul căreia publicul internațional are acces la principalele evenimente din Patriarhia Română.
În activitatea desfășurată, Agenția este sprijinită financiar de Administrația Patriarhală, Tipografia Cărților Bisericești și de Agenția de Pelerinaje Basilica Travel.  

## Viziune
Apropierea și relațiile oamenilor în societate după modelul eclezial reprezintă viziunea centrală a Agenției de știri Basilica. 

## Misiune
Misiunea noastră este aceea de a reflecta implicarea Bisericii Ortodoxe în lumea contemporană, evidențiind astfel adevăratele valori morale după care trebuie trăită viața în Hristos. 

## Valori
- Încredere: suntem imparțiali și onești;
- Colaborare: punem accent pe munca în echipă;
- Creativitate: o împletim cu eficiența, pasiunea și abilitatea profesională pentru a oferi calitate;
- Calitate: punem un accent deosebit pe livrarea unui conținut media calitativ;
- Respect: promovăm respectul reciproc și al persoanei umane create după chipul lui Dumnezeu;
- Profesionalism: suntem obiectivi, atenți la agenda omului contemporan și echidistanți;
- Integritate: o susținem prin moralitate, etică, responsabilitate și voință.

## Prima aplicație de știri religioase din România
Agenția de știri Basilica a lansat în data de 27 octombrie 2016 prima aplicație de știri religioase din România pentru utilizatorii de Android. Aplicația oferă într-un format adaptat informații și conținut multimedia despre viața și activitatea Bisericii Ortodoxe Române atât din țară, cât și din diaspora.
Aplicația Basilica.ro se actualizează în timp real, astfel încât utilizatorul este conectat 24/7 la toate evenimentele importante din Biserica Ortodoxă Română, dar și la cele din celelalte Biserici Ortodoxe surori.

## Statistici

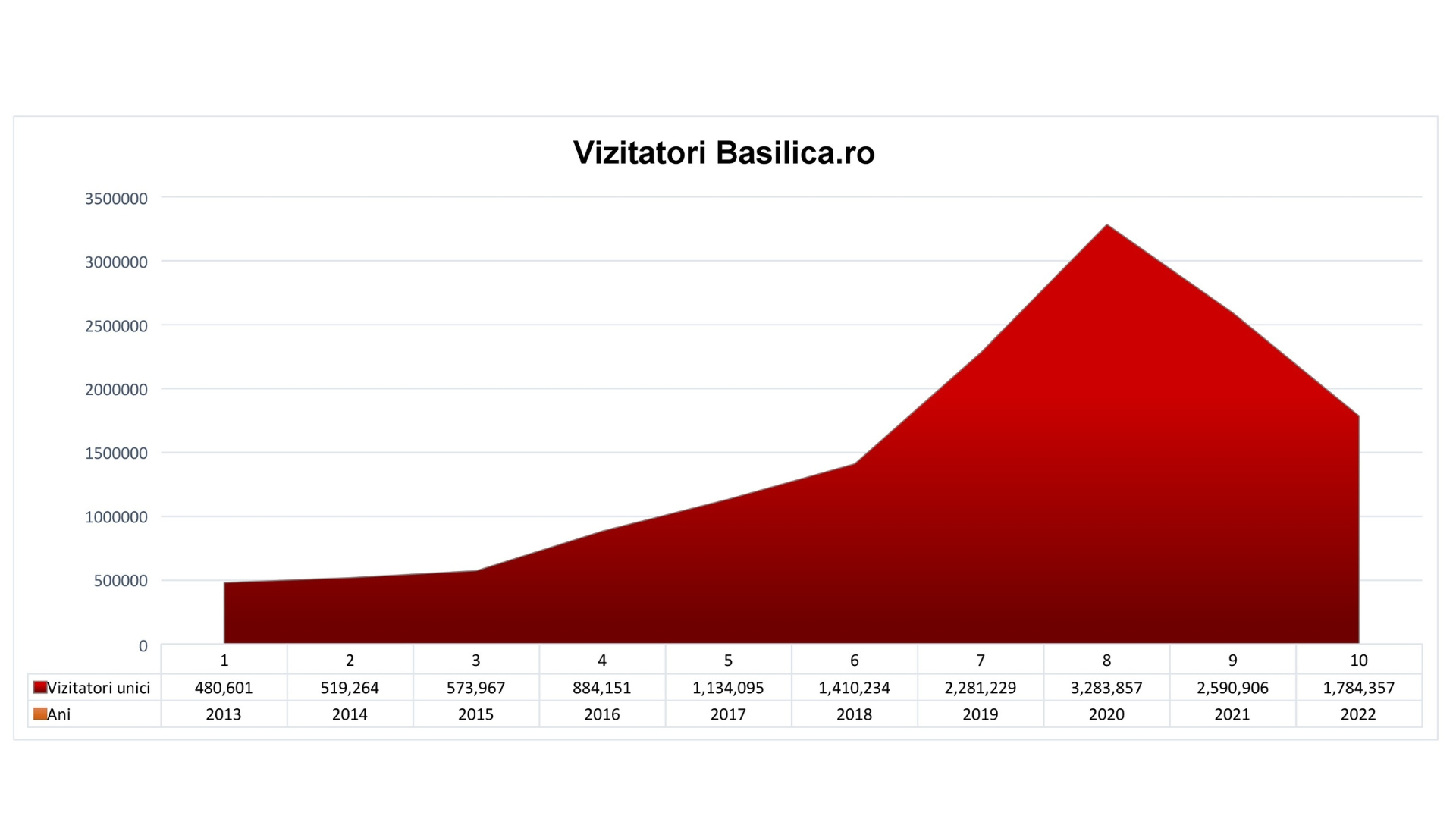
Vizitatori unici anual

De la înființare până în prezent au fost postate pe site-ul Agenției de știri Basilica peste 111.000 de articole referitoare la viața Bisericii Ortodoxe Române. În ceea ce privește traficul pe site-ul basilica.ro, se remarcă o creștere graduală urmată de un vârf în timpul pandemiei și apoi o revenire la traficul anterior.